# Enrique Nicanor González
Enrique Nicanor González (castellà: Enrique Nicanor)  (Sas de Penelas, 5 de desembre de 1944 - 8 de juliol de 2025) fou un productor, director, escriptor i dissenyador de cinema i televisió espanyol, conegut pels seus treballs com a director de TVE-2, i la creació de Caponata i Perezgil, els ninots de la versió espanyola de Barri Sèsam. Va començar com a dissenyador i director d'animació cinematogràfica a Cuba (1959). Amb seu a París (1965) i a Espanya (1967), va ser membre del consell i president d'INPUT-TV, la Conferència Internacional de Televisió Pública i professor de cinema a EAVE, el taller de productors europeu i la Xarxa d'Ensenyament de la Comissió Europea. Fou productor independent des de 1988.

## Primers anys
Fill d'una família gallega de petits propietaris, els seus pares van emigrar després de la guerra civil espanyola a Nova York. El 1950 la família es va establir l'Havana on va estudiar Belles Arts a l'Escuela Nacional de Bellas Artes San Alejandro i Filosofia i Història de les Arts a la Universitat de l'Havana. El 1959 va treballar com a dibuixant al diari cubà Prensa Libre i al setmanari Bohemia en el moment en què la revolució cubana va prendre el poder polític. El 1960 va ser fundador, animador i director del departament d'animació de l'Instituto Cubano de Arte e Industria Cinematográficos (ICAIC) junt amb artistes com Jesús de Armas, Tulio Raggi, Eduardo Muñoz-Bachs, Modesto García, Hernán Henríquez, Harry Read, Jorge Carruana, Wichy R. Nogueras, Paco Prats i altres pioners de les pel·lícules d'animació a Cuba.
El 1965 la família va abandonar Cuba i va anar a París per treballar com a director d'animació i càmera amb el productor Serge Danot, Ivor Woodi l'escenògraf Rafael Esteve per al programa de l'ORTF Le Manège enchanté El 1967 Adolfo Suárez, aleshores director de RTVE, el va convidar a tornar a Espanya i incorporar-se a la institució on va produir i dirigir pel·lícules i documentals fins al 1983 convertint-se aquell any en director del canal. El 1988 va abandonar RTVE per treballar internacionalment com a productor / consultor independent promocionant el servei de radiodifusió pública en institucions com INPUT-TV.

## Filmografia a Cuba (ICAIC)
| Any  | Títol                    | Descripció                                                  | Notes                                                            |
| ---- | ------------------------ | ----------------------------------------------------------- | ---------------------------------------------------------------- |
| 1960 | a-e-i-o-u                | Animació amb les primeres lletres de l'alfabet              | Animador amb Hernán Henriquez                                    |
| 1961 | Ogú, el hombre primitivo | Animació sobre el descobriment de la solidaritat            | Director, animació d'Hernán Henriquez i Jorge Carruana           |
| 1963 | El gallito de papel      | Animació de joguines de guerra i pau                        | Dissenyador, dirigit per Jorge Carruana, animador Wichy Nogueras |
| 1965 | Macrotí, un Noé cubano   | Animació sobre la història aborigen cubana de l'arca de Noé | Animador, dirigit per Tulio Raggi                                |
| 1965 | Dos hombres              | Animació sobre els perills de l'avarícia humana             | Història de Fernando Villaverde                                  |

## Filmografia a França, (ORTF)
| Any       | Títol              | Descripció | Protagonistes                                                                 |
| --------- | ------------------ | --- | ----------------------------------------------------------------------------- |
| 1965/1966 | Le Manège Enchanté | Sèrie d'animació de titelles per a nens petits / Serge Danot Productions, per ORTF, posteriorment emesa per la BBC | Pollux, Margot, Zebulon, Pere Pivoine, Flappy, Ambroise Músic d'Alana Legrand |

## Filmografia a Espanya (RTVE)
El 1967 Adolfo Suárez, director de la TV pública espanyola (RTVE), va convidar E. Nicanor a tornar a Espanya i unir-se a la nova institució. Va produir la sèrie Infantil "Las Aventuras de Mumú", una nova sèrie d'animació de titelles i va iniciar la producció de canals de documentals, sèries i programes en format cinematogràfic fins al 1983, quan es va convertir en director de TVE-2.
| Any  | Títol                    | Descripció/xarxa                                                                                 | Protagonistes                                                   |
| ---- | ------------------------ | ------------------------------------------------------------------------------------------------ | --------------------------------------------------------------- |
| 1967 | Las Aventuras de Mumú    | Sèrie d'animació de titelles per a nens petits, 26 episodis                                      | Mumú, Lolita, Mondoñedo, D. Tontón                              |
| 1967 | El primer dia de escuela | Primer documental "free cinema" per educació a TVE / Escola Ramiro de Maetzu                     | Convidat: Ivan Tubau Comamala                                   |
| 1967 | Imágenes para saber      | Revista cultural setmanal / Segment de cinema codirector amb el director de vídeo, Ricardo Arias | Primera aparició a TV de Félix Rodríguez de la Fuente           |
| 1968 | Televisión escolar       | Revista escolar diària / Segment de cinema codirector amb el director de vídeo Ricardo Arias     | Felix Rodríguez de la Fuente, Carmen Esther, Manolo Portillo... |

## Cómo es Cómo se hace
| Episodi   | Títol                           | Descripció                                                               | Localització                   |
| --------- | ------------------------------- | ------------------------------------------------------------------------ | ------------------------------ |
| 1 (1968)  | El aceite de oliva              | Des de la plantació d'oliveres a l'ampolla                               | Jaén, Andalusia                |
| 2         | El Pan                          | De la collita de blat al fonr de pa i distribució                        | Madrid                         |
| 3         | La cerámica                     | Terrisseria tradicional andalusa                                         | Bailén, Andalusia              |
| 4         | Un mueble de madera             | De la tala de l'arbre al fuster                                          | Almagro                        |
| 5         | Una guitarra española           | El procés secret de combinar fusta i artesania per obtenir sons musicals | Guitarras Ramírez, Madrid      |
| 6         | El papel                        | De la tala de l'arbre al nostre escriptori                               | Sarrió, Leiza, Navarra         |
| 7         | Una central eléctrica           | Transformant el corrent de l'aigua del riu en energia                    | Central del Duero, Extremadura |
| 8         | Una planta nuclear              | El procés de transformar urani en energia elèctrica                      | Vandellós, Tarragona           |
| 9         | La laca japonesa                | amb el prof. Ramon Sarsanedas, Escola Massana                            | Barcelona                      |
| 10        | Una joya                        | Goldsmith i les arts a l'Escola Massana,                                 | Barcelona                      |
| 11        | Una colección de arte           | Museum Frederic Marés                                                    | Barcelona                      |
| 12        | Un periódico                    | La impressió de La Vanguardia                                            | Barcelona                      |
| 13        | Un balneario                    | Mondariz                                                                 | Vigo, Galícia                  |
| 14        | Una granja Experimental         | Granxa do Louro                                                          | Porriño, Galícia               |
| 15        | La pesca del marisco            | amb Álvaro Cunqueiro (escriptor)                                         | O Grove, Vigo, Galícia         |
| 16        | Una gaita gallega               | Artesania tradicional gallega                                            | Pontevedra                     |
| 17        | La camelia gallega              | Plantació i recollida de camèlies                                        | A Coruña, Galícia              |
| 18        | Un parque                       | Cura del Parc Güell                                                      | Barcelona                      |
| 19        | La tela                         | Del fil a la tela. Teixit industrial                                     | Barcelona                      |
| 20        | Un vivero de orquideas.         | "El inglés" Casa Verde                                                   | Nerja, Málaga                  |
| 21        | La pesca de bajura              | Flota de pescadors treballant vora la costa                              | Málaga                         |
| 22        | Una espada española             | Forja tradicional d'acer de Toledo. Forja de Félix                       | Toledo                         |
| 23        | Una armadura medieval           | Forjant i decorant a la manera tradicional acer de Toledo                | Toledo                         |
| 24        | El damasquinado                 | Orfebreria tradicional àrab toledana                                     | Toledo                         |
| 25        | Un disco de vinilo              | La indústria de la música                                                | Madrid                         |
| 26        | El modelado en barro            | Procés artístic de creació d'una estàtua                                 | Bailén, Andalusia              |
| 27        | La restauración artística       | Instituto de Restauración Artística                                      | Madrid                         |
| 28        | Un avión de combate supersónico | L'avió Saeta de CASA                                                     | Sevilla                        |
| 29 (1971) | Una emisora de radio            | Radio Popular amb Tip y Coll i Alfonso Eduardo                           | Madrid                         |
| 30 (1972) | La televisión (episodio 1)      | TVE, Prado del Rey                                                       | Madrid                         |
| 31 (1972) | La televisión (episodio 2)      | TVE, Prado del Rey                                                       | Madrid                         |

| Episodi   | Títol | Descripció | Notes                                                                                 |
| --------- | --- | --- | ------------------------------------------------------------------------------------- |
| 1970      | A toda plana: Elecciones en México. Restablecerá el presidente Luis Echeverría relaciones con la España de Franco? | Documental de la cerimònia de presa de possessió del President Luis Echeverria i el possible restabliment de relacions diplomàtiques. | Commissionat per Eduardo Sancho                                                       |
| 1970      | Cheste, una célula universitaria para nuevas familias                                                              | Nova educacií a la Universitat Laboral de Xest, València                                                                              | Convidat: Eduardo Sancho                                                              |
| 1970      | Galileo Galilei | Episodi pilot de la sèrie «La historia de la Ciencia»                                                                                 | Assessor científic: Dr. Roberto Saumells                                              |
| 1973      | Viaje a la luna (de Cyrano de Bergerac)                                                                            | Episodi de ficció de la sèrie "La Comparsa"                                                                                           | Gabriel Fariza, Miriam de Maeztu, Juan Margallo, Marcelo Rubal                        |
| 1973      | La caza del Snark (de Lewis Carroll)                                                                               | Episodi de ficció de la sèrie "La Comparsa"                                                                                           | Francisco Merino i Quique San Francisco                                               |
| 1976      | Platero y yo, Juan Ramón Jiménez                                                                                   | Episodi de ficció de la sèrie "Los libros"                                                                                            | Guió de iMiguel Marías i Enrique Nicanor Agustín González, Gerardo Maya, Ana de Yebra |
| 1979      | Els Comediants invaden la ciudad                                                                                   | Programa especial que va representar Espanya al Festival de Montreux                                                                  | Els Comediants                                                                        |
| 1982-1983 | Robinson | Setmamaro juvenil de literatura i jocs                                                                                                | Felicidad Orquín, Gabriel Fariza. Premi Ondas 1982                                    |

## Las Reglas del Juego, sèrie de televisió sobre antropologia social
| Data     | Títol               | Descripció                                                                                    | Notes                                                                                          |
| -------- | ------------------- | --------------------------------------------------------------------------------------------- | ---------------------------------------------------------------------------------------------- |
| 10/04/77 | Homo Tribalis       | Els sentiments humans que compten. Més enllà de l'economia, la política i les teories de Marx | Galicia, Cairo, Tokio, NYC                                                                     |
| 10/11/77 | LA TIERRA           | El sentiment de pertinença a una terra o lloc. Conflictes nacionalistes                       | Conflicte Israel-Palestina, guerra del Líban, conflicte del Regne Unit-Espanya per Gibraltar   |
| 1018/77  | LA LENGUA           | El sentiment de possessió o de pertinença a la nostra llengua                                 | amb Camilo José Cela, Guillermo Cabrea Infante, Alvaro Cunqueiro                               |
| 10/25/77 | LA RAZA             | Els conflictes racials són/eren determinats per sentiments tribals?                           | Guerra del Líban 1975, Hiroshima, Auschwitz                                                    |
| 11/01/77 | LA HISTORIA         | La forma tribal en que la Història adapta les seves diferents històries                       | USA, França, Japí, UK,                                                                         |
| 11/04877 | LA RELIGIÓN         | Usos tribals de totes les religions                                                           | El Vaticà, judaisme, musulmans, budisme. Rodat a Itàlia, Japó, Israel, Palestina               |
| 11/15/77 | LOS TIPOS           | Tipus tribals de personalitats desenvolupades a través dels temps                             | Tipus tribals de caràcters humans                                                              |
| 12/03/77 | LA POLITICA         | Com funcionen els sentiments tribals, s'utilitzen i determinen la política                    | Partits polítics, sindicats, premsa, monarquia i democràcia                                    |
| 12/10/77 | ECOLOGÍA Y VESTIDO  | La manera en què la moda determina els seus propis apegaments a la manera de vestir-nos       | La nostra manera de vestir segons la nostra tribu                                              |
| 12/17/77 | TOTEM               | Tòtems de la societat contemporània: banderes, reis i altres "símbols" socials                | Les societats contemporànies també tenen tòtems                                                |
| 12/24/77 | LA ECONOMIA         | Economia global i nacional. Com funciona.                                                     | Quan les monedes ens deiuen que pertanyem a...                                                 |
| 12/31/77 | LA GUERRA           | Tribalisme a les guerres en la societat antiga i contemporània                                | Les guerres són simplement qüestions tribals?                                                  |
| 01/07/78 | EL IMPERIO          | Motius tribals o ús dels imperis en la societat antiga i contemporània                        | Grècia, Roma, Imperi espanyol, Imperi Britànic, imperialisme dels Estats Units                 |
| 02/21/78 | LA COMIDA Y EL ARTE | Hàbits de menjar nostres o internacionals, com els utilitzem                                  | Per què el menjar del meu país és millor que el dels altres. Folklore i nacionalismes musicals |
| 06/18/78 | EPILOGO: TRIBAL 1   | Resum de la primera part de la sèrie                                                          | Resum de la sère 1                                                                             |
| 06/25/78 | EPILOGO: TRIBAL 2   | Resum de la segona part de la sèrie                                                           | Resum de la sèrie 2                                                                            |

## Barrio Sésamo, coproducció espanyola de Sesame Street[21]
| Emissió   | Títol         | Descripció                                                                                         | Protagonistes |
| --------- | ------------- | -------------------------------------------------------------------------------------------------- | --- |
| 1979-1980 | BARRIO SESAMO | Primera producció espanyola de Sesame Street coproduïda amb CTW amb personatges i ninots espanyols | Emma Cohen com a "Caponata", Jesús Alacaide com a "Perezgil", Gabriel Fariza, Concha Goyanes, Juan Margallo, Petri Martínez ... |

## El arca de Noé, sèrie sobre vida salvatge i natura
| Episodi | Títol                     | Descripció                                                                | Notes                                                                          |
| ------- | ------------------------- | ------------------------------------------------------------------------- | ------------------------------------------------------------------------------ |
|         | Cabecera de la serie      |                                                                           | Música de Pepe Nieto                                                           |
| 1       | Patagonia salvaje         | Vida salvatge terrestre a la Patagònia                                    | Assessor científic i text: Joaquín Araújo. Assessor argentí: Francisco Erice   |
| 2       | La ballena Franca del Sur | Vida, migració, aparellament i naixement de la balena Dret-Sud            | Assessor científic i text: Joaquín Araújo. Assessor argentí : Francisco Erice  |
| 3       | Harenes en la costa       | Hàbits de vida dels llops de mar i foques de al costa de Península Valdés | SAssessor científic i text: Joaquín Araújo. Assessor argentí : Francisco Erice |
| 4       | Pájaros de Patagonia      | Manera de viure de pingüins, corbs marins, petrels i escubes              | Assessor científic i text: Joaquín Araújo. Assessor argentí : Francisco Erice  |

## 1983-1987 Director de TVE-2, canal cultural de RTVE[22]
| Ant       | Títol                          | Descripció                                                                                       | Director / presentador                                | Protagonistes |
| --------- | ------------------------------ | ------------------------------------------------------------------------------------------------ | ----------------------------------------------------- | --- |
| 1983/1987 | Puesta a punto                 | Primer programa diari d'entrenament a Espanya / TVE-2                                            |                                                       | Presentador: Eva Nasarre |
| 1983/1987 | Follow me                      | Primer ensenyament espanyol en anglès en coproducció amb la BBC                                  | Franquícia / coproductor del Regne Unit               | Professors espanyols i britànics |
| 1983/1987 | Con las manos en la masa       | Primer programa diari de cuina a Espanya que acull personalitats d'art i cultura / TVE-2         | Presentador: Elena Santonja                           | Escriptors famosos, pintors, actors, músics, poetes |
| 1983/1987 | La edad de oro                 | Espectacle nocturn sobre art contemporani i bandes de música d'avantguarda / TVE-2               | Presentador: Paloma Chamorro                          | Bandes internacionals i espanyoles de pop, rock, avantguardisme amb entrevistes a artistes i famosos d'avantguarda |
| 1983/1987 | Si yo fuera presidente         | Espectacle nocturn sobre política i bandes de música folk alternatives / TVE-2                   | Presentadors: Fernando García Tola i Carmen Maura     | Entrevistes amb polítics i influents socials |
| 1983/1987 | Tatuaje                        | Revista d'art i literatura d'avantguarda                                                         |                                                       | Escriptors i artistes amb humor d'avantguarda |
| 1983/1987 | Turno de oficio                | Sèrie de ficció de 113 episodis per promoure la comprensió de la llei i els drets dels ciutadans | Director: Antonio Mercero                             | Juan Echanove, Juan Luis Galiardo, Carme Elias, Irene Gutiérrez Caba |
| 1983/1987 | Metrópolis                     | Revista setmanal sobre art contemporani, disseny i mitjans digitals.                             | Alejandro Lavilla                                     | Artistes com Daniel Canogar, Marina Núñez, Félix Fernández, Andrés Senra, Diana Larrea, Mr. Trazo, Equipo Moral, Txuspo Poyo, Enrique Marty, Luis Cerveró, DosJotas, Mónica Blas, Lope Serrano, Marc Gómez del Moral, Carles Santos i molts altres... |
| 1983/1987 | ¿Qué pintamos aquí?            | Sèrie de 13 episodis sobre 13 pintors contemporanis espanyols                                    | Director: Benito Rabal Presentador: Francisco Rabal   | 13 Pintors: Jacinto Esteva, Antonio López, Lucio Muñoz, Eusebio Sempere, Carmen Laforet, Jose Hernández, Antón Lamazares, entre altres |
| 1984/1987 | A medianoche                   | Noticiari de TVE-2                                                                               | Presentador Felipe Mellizo                            | Notícies i afers quotidians a mitjanit |
| 1983/1987 | Jazz entre amigos              | Revista setmanal de bandes de jazz internacional                                                 | Presentador: Juan Claudio Cifuentes                   | Bandes de jazz internacional, concerts i entrevistes a artistes de jazz |
| 1983/1987 | Tablón de Anuncios             | Setmanari juvenil                                                                                | Director: Adolfo Dufour Presentador: Felicidad Orquín | Segona temporada de la revista setmanal |
| 1983/1987 | Suspiros de España (Telematón) | Revista setmanal que ofereix un mínim de ciscurs gratuït a la televisió a la gent corrent        | Director: Gonzalo Sebastián de Erice                  | Genr real a ciutats i viles parlant del que els agrada |
| 1983/1987 | Cancionero Sefardita español   | Primera col·lecció de cançons tradicionals sefardites                                            | Director: G. Soli                                     | Més de 1.000 cançons sefardites rescatades |
| 1983/1987 | Hablemos de Amor               | Talk-show setmanal sobre amor i relacions sexuals                                                | Presentadors: Ivan Tubau, Margarita Riviere           | Primer programa sobre amor i relacions sexuals a la televisió espanyola |

## President d'INPUT-TV
- 1983, membre elegit de la junta d'INPUT-TV, la Conferència Internacional de la Televisió Pública,[33] Howard Klein[34] (Rockefeller Foundation), Mike Fentiman[35](BBC) Jim Day (WNET-PBS), Sergio Borelli (RAI) i Michel Anthonioz (ARTE).
- 1987, va organitzar i organitzar la Conferència Internacional INPUT-TV celebrada el 1987 a Granada, Espanya.
- 1995, va organitzar i organitzar la Conferència Internacional INPUT-TV celebrada el 1995 a Sant Sebastià.[4]
- 1997, president electe d'INPUT-TV va celebrar les conferències de 1997-Nantes, França, 1998-Stuttgart, Alemanya, 1999-Fort Worth, EUA, 2000-Halifax, Canadà i 2001-Ciutat del Cap, Sud-àfrica

## Institucions Europees, EAVE i el programa MEDIA
- 1987, nomenat comissari de polítiques audiovisuals europees al Ministeri de Cultura espanyol. Va organitzar a Madrid la cerimònia "Primer Any Europeudel cinema" sota la presidència de Simone Veil i el rei i reina d'Espanya.
- Va acollir la primera reunió internacional del programa Iniciativa Media al Festival de Cinema de Barcelona'87
- 1987, es va incorporar al grup fundacional d'EAVE, al Programa Europeu de Formació Audiovisual, juntament amb els productors europeus Raymond Ravar, Eckart Stein, Jacques Bidou, Luciano Gloor i Marcia Lerner, treballant com a cap de grup i representant a Espanya com a coordinador acional.
- Com a Coordinador Nacional d'EAVE National va allotjar els tallers d'EAVE:

1. EAVE 1999-Madrid
2. EAVE 2001-Sevilla
3. EAVE 2003- A Coruña
4. EAVE 2005-Santiago de Compostel·la

- Com a cap d'estudis va organitzar “EAVE Arc Atlantic” i “EAVE Alps-Rin” per a les regions europees juntament amb l'experta i productora d'EAVE Jacqueline Pierreux:

1. EAVE 1995 a Lisboa
2. EAVE 1996, a Besançon, Saarbrücken i Torino.
3. EAVE 2005 La Corunya,[36] Brest i Cardiff

## Documentals i pel·lícules independents
| Any  | Títol                                                 | Descripció/xarxa                                                      | Protagonistse |
| ---- | ----------------------------------------------------- | --------------------------------------------------------------------- | --- |
| 1992 | La salida del laberinto                               | Episodi de la sèrie Crónicas del mal                                  | Javier Bardem, Germán Cobos, Eva Cobo                                                                                       |
| 1998 | Federico García Lorca, retrato de familia.            | Biopic del poeta en el centenari del seu naixement / TVE, ARTE France | Christopher Maurer, Edward Albee, Stephen Levine, família Lorca. Entrevistats per John Healey                               |
| 2000 | El misterio del Botafumeiro de Santiago de Compostela | Discovery Communications                                              | |
| 2001 | El vino de Oporto                                     | Discovery Communications                                              | |
| 2002 | Misterios de Yucatán, los cenotes                     | Discovery Communications                                              | Alejandro Saldaña com a explorador                                                                                          |
| 2003 | El corcho de Portugal                                 | Discovery Communications                                              | |
| 2003 | Río Tinto, Marte en la Tierra                         | Discovery Communications                                              | Ricardo Amils, Carol Stoker, Hitchell Sogin, Jonathan Trent, Jochen Broks and Roger Buick. Co-dirigit amb Manuela Gutierrez |
| 2011 | Tagore, Césaire, Neruda, por un humanismo universal   | Sobre humanisme de tres escriptors premis Nobel per la UNESCO         | Rabindranath Tagore, Aimé Césaire i Pablo Neruda, discurs de D.G. Irina Bukova                                              |
| 2012 | ¿Te has vuelto loc@? El Negocio de la demencia        | Documental d'investigació sobre alzheimer i nutrició                  | En associació amb Inner Eye, Prod. UK. / Kaberi i Obhi Chatterjee                                                           |

## Entrevistes a pel·lícules i programes
| Any   | Nom                       | Especialitat                                                                                       | Descripció | Programa / Xarxa                                                                         |
| ----- | ------------------------- | -------------------------------------------------------------------------------------------------- | --- | ---------------------------------------------------------------------------------------- |
| 1966  | Andrés Segovia            | Guitarrista                                                                                        | Sobre la seva vida i desenvolupament de la música de la guitarra a l'orquestra, a la seva casa rural de Màlaga | Per a la sèrie La Guitarra, TVE                                                          |
| 1968? | Salvador Dalí             | Artista, pintor                                                                                    | A ell mateix, a la seva casa rural, Port Bou                                                                   | Per al programa de varietats "Todo es posible en domingo" de TVE                         |
| 1970  | Alvaro Cunqueiro          | Escriptor gallec                                                                                   | Sobre els valors i varietats de l'alimentació gallega                                                          | Per l'episoci "Comida del mar" de la sèrie Como es, como se hace. TVE                    |
| 1971  | Frederic Marés            | Artista, escultor i col·leccionista                                                                | Quant a la seva col·lecció de teories i vida, Museu de les col·leccions                                        | "Como es, como se hace" episodi: Un museo de colecciones. TVE                            |
| 1971  | Néstor Almendros          | Director de fotografia                                                                             | sebre el seu art i carrera                                                                                     | Per la revista Cinema produït/presentat per Alfonso Eduardo, TVE                         |
| 1975  | Suher Mudsan              | Representant de l'OAP a Beirut                                                                     | Explicació de la guerra del Líban del 1975 segons els diferents bàndols. Beirut                                | Per l'episodi "Tierra" de Las Reglas del Juego, TVE                                      |
| 1975  | Nimer Hammad              | Representant de l'OAP a Roma                                                                       | El significat de "terra" per als palestins                                                                     | Per l'episodi "Tierra" de Las Reglas del Juego, TVE                                      |
| 1975  | Hiro Onoda                | Militar japonès durant la II Guerra Mundial                                                        | El soldat japonès que es va negar a rendir-se                                                                  | Per a l'episodi "La guerra" de Las Reglas del Juego, TVE                                 |
| 1975  | Alvaro Cunqueiro          | Escriptor gallec                                                                                   | Sobre el gallec                                                                                                | Per a l'episodi "La lengua" de Las Reglas del Juego.                                     |
| 1975  | Guillermo Cabrera Infante | Escriptor cubà, premi Príncep d'Astúries                                                           | Sobre les particularitats de la llengua espanyola entre Espanya i Amèrica Llatina                              | Per a l'episodi "La lengua" de la sèrie Las Reglas del Juego                             |
| 1975  | Camilo José Cela          | Escriptor espanyol, premi Nobel                                                                    | Sobre la llengua espanyola i l'Acadèmia                                                                        | Per a l'episodi "La lengua" de la sèrie Las Reglas del Juego                             |
| 1975  | Salvador de Madariaga     | Escriptor, historiador, republicà i pacifista espanyol exiliat, a casa seva al llac Como, a Suïssa | Sobre l'exili i els seus records d'Espanya (mentre continuava exiliat)                                         | Per a l'episodi "Tierra" de la sèrie Las Reglas del Juego                                |
| 1975  | Jack Jones                | líder sindicalista, Regne Unit                                                                     | Sobre la posició oficial del Regne Unit sobre el conflicte de Gibraltar / Espanya                              | Per a l'episodi "Tierra" de la sèrie Las Reglas del Juego                                |
| 1975  | Sir Alec Douglas Home     | Primer Ministre britànic                                                                           | Sobre la postura oficial del Regne Unit sobre Gibraltar i Espanya                                              | Per a l'episodi "Tierra" de la sèrie Las Reglas del Juego                                |
| 1975  | Indira Gandhi             | Primer ministre de l'Índia                                                                         | Sobre la independència de l'Índia del Regne Unit, al Palau de Govern, Nova Delhi                               | Per a l'episodi "Tierra" de la sèrie Las Reglas del Juego                                |
| 1976  | Santiago Carrillo         | Secretari General del PCE a l'exili                                                                | Primera aparició secreta a Espanya després de l'exili                                                          | Discurs per a les primeres eleccions democràtiques a Espanya després de la dictadura     |
| 1998  | Christopher Maurer        | Escriptor, professor d'estudis romànics, Universitat de Boston                                     | Sobre la vida i poesia de Federico García Lorca                                                                | Per Federico García Lorca, retrato de familia, TVE / ARTE / entrevista de John J. Healey |
| 1998  | Philip Levine             | Escriptor i guanyador del Premi Pulitzer de Poesia                                                 | Sobre la poesia de Federico G. Lorca                                                                           | Per Federico García Lorca, retrato de familia, TVE / ARTE / entrevista de John J. Healey |
| 1998  | Edward Albee              | Escriptor, dramaturg i guanyador del Premi Pulitzer de Drama                                       | Sobre la poesia i vida de Federico G. Lorca                                                                    | Per Federico García Lorca, retrato de familia, TVE / ARTE / entrevista de John J. Healey |
| 2014  | Dr. Stephanie Seneff      | Biòleg i investigador senior al MIT                                                                | Sobre salut i nutrició relacionades amb Alzheimer i malalties del cor                                          | Per "¿Te has vuelto loc@? El Negocio de la demencia", Inner Eye, Prod. UK                |

## Premis i nominacions
- Premis Ondas 1982 per la seva carrera a la televisió.[43]
- Medalla d'Or 2005 de l'Acadèmia Audiovisual Gallega (AGA) de 2005 per la seva carrera.[36][44]